# Michael Lammer
Michael Lammer (Kilchberg, 25 marzo 1982) è un allenatore di tennis ed ex tennista svizzero, che nel 2014 ha conquistato la Coppa Davis con la Svizzera.

## Carriera

### 1999-2000
Michael inizia la sua carriera perdendo il primo turno del Challenger di Ginevra nel 1999 per poi vincere nel 2000 a Lugano contro Francisco Costa la sua prima partita da professionista. Perderà poi ancora al primo turno di Ginevra.

### 2001
Nel 2001 Lammer gioca quasi esclusivamente tornei Futures; perde due primi turni in Francia prima di raggiungere la semifinale al torneo tedesco di Riemerling dove perderà da Jean-Baptiste Perlant per 6-4 6(2)–7 4-6. Conquista poi altri due secondi turni in Italia e in Austria prima di raggiungere la sua prima finale a Valdengo, persa per 1-6 3-6 da Andrea Stoppini. Riuscirà poi a raggiungere il secondo turno a Lugano e nei Futures di Budapest e Zell, prima di un quarto di finale ad Aix-Les-Bains in Francia. Chiuderà l'anno con due primi turni e un secondo turno tutti in Svizzera.

### 2002
Nel 2002 invece Lammer gioca solo due partite perdendole entrambe, una al Challenger di Lugano da Alessandro Da Col e l'altra al Futures francese di Frobach dal connazionale Stéphane Bohli. Non conquisterà nemmeno un set in entrambi i casi.

### 2003
Dopo due primi turni e un secondo turno, Lammer conquista nel 2003 un'altra semifinale in un torneo Futures, a Saint-Breiuc in Francia, persa da Olivier Patience, dopo aver battuto anche Philipp Kohlschreiber. Dopo un quarto di finale e un primo turno in Italia, raggiunge una semifinale anche ad Esslingen in Germania, persa con Marcello Craca, e due quarti di finale ancora in Germania. Gioca poi a giugno il Challenger di Lugano, passando un turno prima di perdere da Gilles Müller, e il Challenger di Zell in Germania dove si issa fino ai quarti di finale, dopo aver battuto tennisti del calibro di Philipp Petzschner e Óscar Hernández. Tenta poi una partecipazione ad un torneo del circuito ATP perdendo a Gstaad da Christophe Rochus. Gioca poi alcuni Challenger riuscendo però solo a vincere un turno a Manerbio e perdendo cinque volte al primo turno. Colleziona prima della fine dell'anno due semifinali in tornei Futures, in Francia e Spagna, perdendo rispettivamente da Gilles Simon e Florian Mayer e un quarto di finale ancora in Spagna perso dal greco Kostantinos Economidis.

### 2004
La stagione per Michael inizia bene con un quarto di finale e una semifinale in due tornei Futures tedeschi, battendo anche a Nußloch Andreas Beck per 6-1, 6-1. Lammer gioca poi alcuni tornei in Australia vincendo però solo una partita nel Challenger di Canberra e perdendo tre volte al primo turno. Tornato in Europa, per la precisione a Viterbo, raggiunge la finale in un Futures, persa contro Andrea Stoppini. Colleziona poi solo due vittorie, a Friesenheim e a Budapest, a fronte di sei sconfitte al primo turno nei mesi di giugno e luglio. Passa poi i primi turni dei tornei Challenger di San Pietroburgo e Ginevra, perdendo nel primo caso da Philipp Kohlschreiber e nel secondo da Christophe Rochus. Gioca poi due Futures tedeschi raggiungendo nel primo, a Monaco di Baviera, la finale, persa da Adam Chadaj, che poi sconfiggerà nella finale del secondo a Norimberga; questo torneo rappresenterà anche il suo primo successo da professionista in carriera. Prima della fine dell'anno raggiunge altri due quarti di finale in due tornei Futures oltre all'eliminazione al primo turno nel torneo Challenger di Aschaffenburg.

### 2005
Il 2005 è l'anno in cui Lammer inizia a giocare alcuni tornei del circuito maggiore, ma inizia la stagione giocando due Futures in Qatar ottenendo un quarto di finale, prima del quarto di finale nel Challenger di Cherbourg. Arriva poi fino alla semifinale di un Futures portoghese, persa da Frederico Gil, e di uno francese, sconfitto in questo caso da Jérémy Chardy, prima della vittoria a Valdegno, per 6-3, 6-1 in finale contro Alberto Brizzi. Arriva poi alla semifinale del Challenger di Dresda, battendo pure Andy Murray, ma sarà l'ultimo buon risultato dell'anno per Lammer. Riesce poi a raggiungere solo il secondo turno a Lugano e a Biella, entrambi tornei della categoria Challenger. Gioca poi la sua prima partita del circuito maggiore a Gstaad in luglio persa da Răzvan Sabău in tre set. Ottiene poi i quarti di finale a Recanati prima di giocare agli US Open e vincere il primo turno contro Kevin Kim; si tratta della prima vittoria ATP di Lammer in carriera, che gli porterà 50 punti per la classifica ATP. Perderà poi al primo turno a Southampton, Basilea e ad Aquisgrana.

### 2009: primo titolo ATP in doppio
Nell'agosto del 2009 vince insieme a Marco Chiudinelli il Torneo di Gstaad battendo in finale Jaroslav Levinský e Filip Polášek 7–5, 6–3. Resterà il suo unico titolo ATP.

### 2014: conquista della Coppa Davis
Nel 2014 vince la Coppa Davis con la squadra svizzera insieme a Roger Federer, Stan Wawrinka e Marco Chiudinelli. Durante il percorso nella competizione Lammer vince un doppio insieme a Chiudinelli contro la Serbia e perde due singolari rispettivamente contro Serbia e Italia.

### 2015: il ritiro
Nel 2015 partecipa ai suoi ultimi tornei. Chiude la carriera a marzo all'età di 32 anni, al Masters di Indian Wells giocando in doppio con Roger Federer. Vengono sconfitti al primo turno da Nenad Zimonjić e Marcin Matkowski per 6–3, 3–6, [11–9].

## Statistiche

### Doppio

#### Vittorie (1)
| Numero | Data          | Torneo                             | Superficie  | Compagno          | Avversari in finale             | Punteggio |
| 1.     | 2 agosto 2009 | Allianz Suisse Open Gstaad, Gstaad | Terra rossa | Marco Chiudinelli | Jaroslav Levinský Filip Polášek | 7-5 6-3   |